# تاج نابليون الثالث

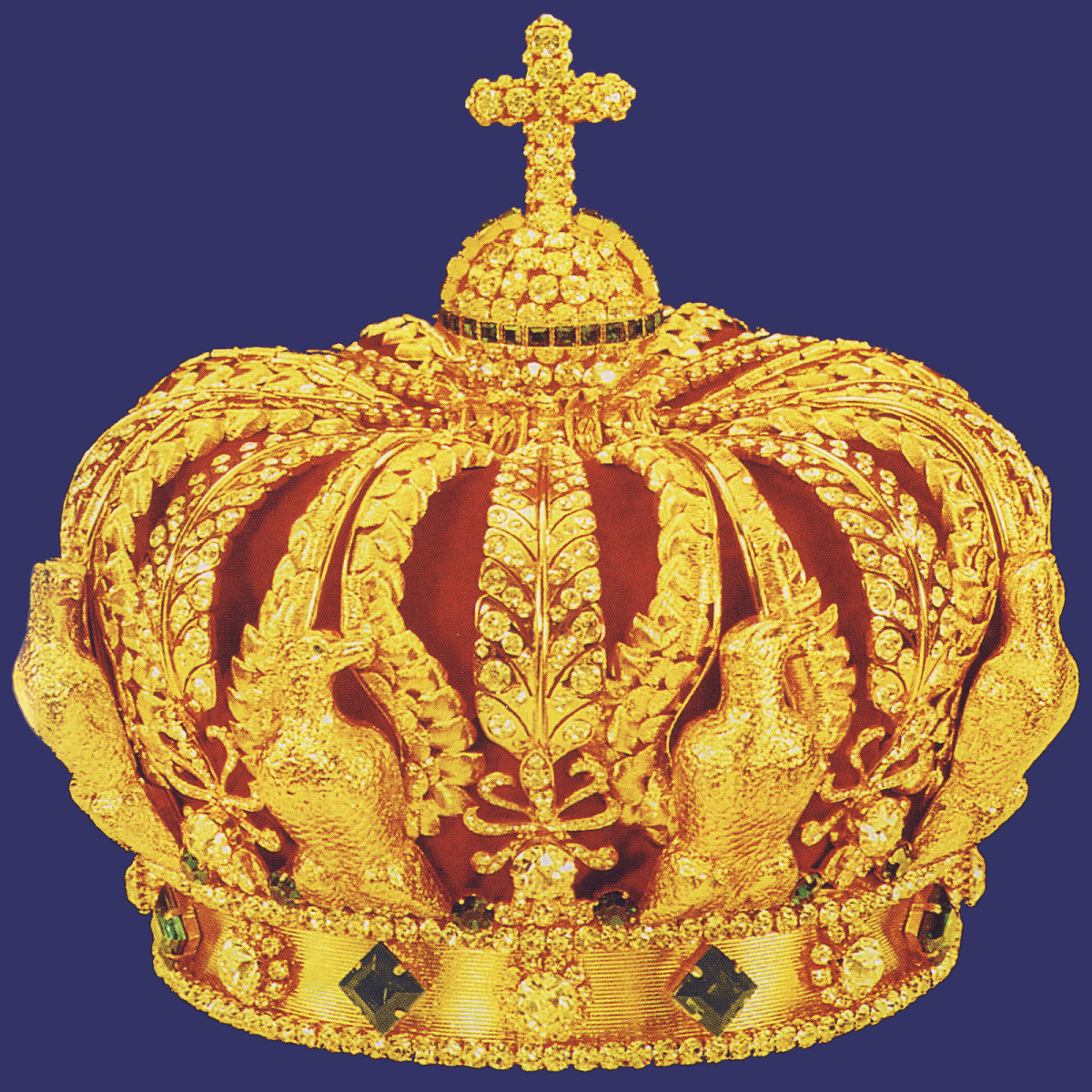
نسخة طبق الأصل من تاج نابليون الثالث

تاج نابليون الثالث (الفرنسية: Couronne de Napoléon III) كان تاجًا صنع لنابليون الثالث، إمبراطور الفرنسيين. على الرغم من أنه لم يُقام له حفل تتويج، فقد صنع له تاج بمناسبة المعرض العالمي في باريس عام 1855. كان التاج الذهبي يحتوي على أقواس على شكل نسر وأخرى على شكل سعف النخيل، مرصعة بالماس، ويتوج بكرة.
خلال نفس الفترة، صنع تاج الإمبراطورة، أوجيني دي مونتيجو، والذي يُعرف باسم تاج الإمبراطورة أوجيني. بعد الإطاحة بنابليون الثالث في عام 1870، في أعقاب الحرب الفرنسية البروسية، عاش هو وزوجته في المنفى في تشيسلهيرست في إنجلترا، حيث توفي في عام 1873.
تم تفكيك تاج نابليون الثالث في عام 1887 من قبل حكومة الجمهورية الفرنسية الثالثة.

## معرض الصور

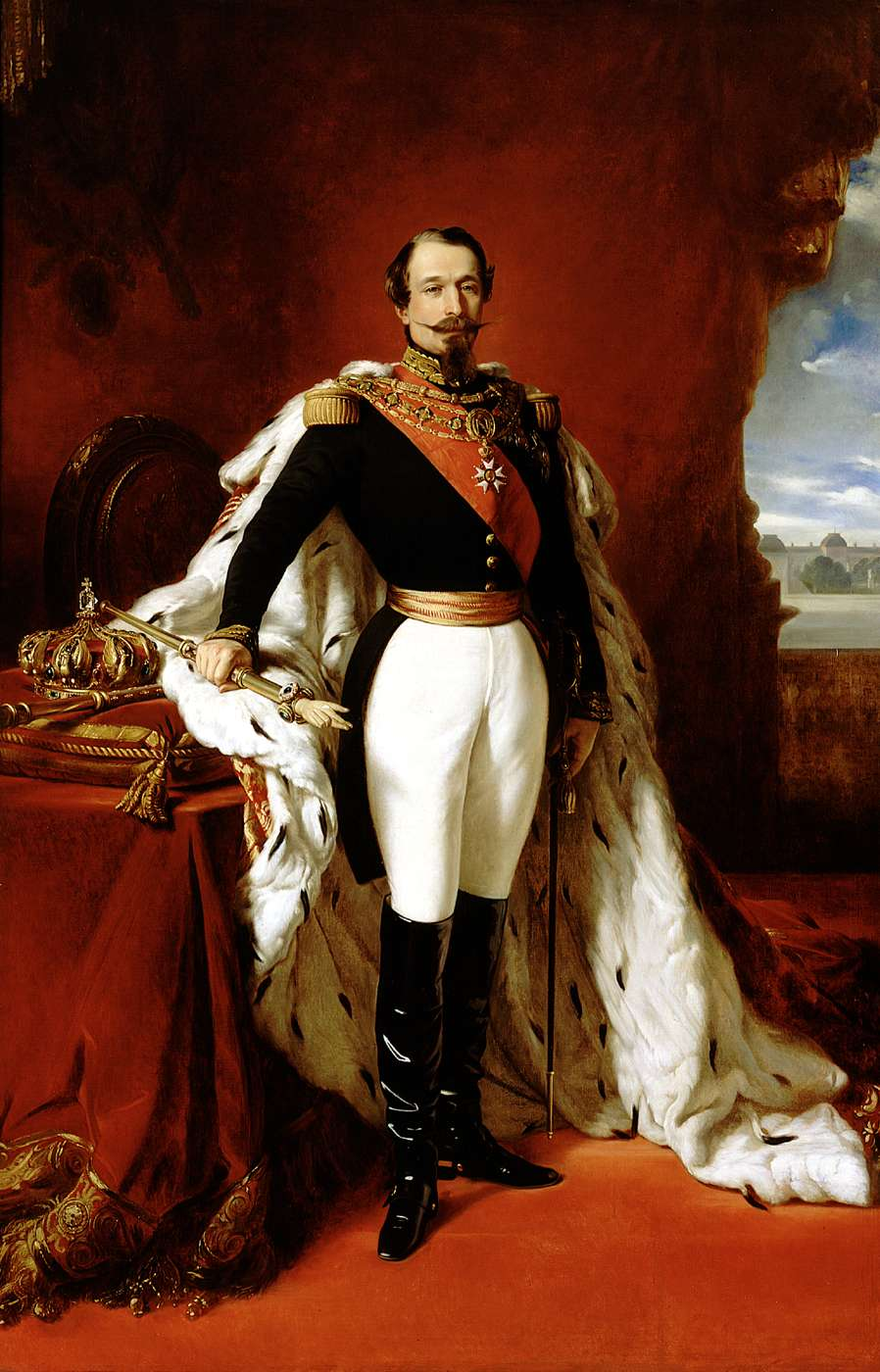
صورة لنابليون الثالث في ثوب التتويج، مع التاج على اليسار
شعار النبالة للإمبراطورية الفرنسية الثانية، مع التاج في الأعلى